# محمدتقی معزی
محمدتقی معزی سیاست‌مدار ایرانی بود، که در  دوره بیست و دوم  بعنوان نماینده استهبان در مجلس شورای ملی حضور داشت.